# Astronomo (Bol)
Astronomo è un dipinto di Ferdinand Bol. Eseguito nel 1652, è conservato nella National Gallery di Londra.

## Descrizione
L'effigiato, che scruta in un interno un libro aperto avendo un'espressione corrucciata, può essere facilmente riconosciuto come un astronomo per la presenza di un mappamondo e di una sfera celeste sul tavolo. Il dipinto appartiene forse a quel filone risalente a Dürer, in cui gli scienziati venivano raffigurati nella malinconia generata dalla consapevolezza dell'inutilità delle proprie ricerche di fronte alla prospettiva della morte.